# Jadwisin (powiat legionowski)
Jadwisin – wieś sołecka w Polsce położona na wysokim brzegu Narwi w województwie mazowieckim, w powiecie legionowskim, w gminie Serock.
Jadwisin leży na północno-wschodnim skraju Kotliny Warszawskiej przy drodze krajowej 61 w odległości 17 km od granic Warszawy, 1  km od centrum Zegrza, 4 km od centrum Serocka. Cała miejscowość leży w granicach Warszawskiego Obszaru Chronionego Krajobrazu. Jest to miejscowość o charakterze letniskowo-rekreacyjnym znajdująca się nad samym brzegiem Zalewu Zegrzyńskiego (3 km linii brzegowej). Na terenie miejscowości leżą 2 rezerwaty przyrody, 100 ha lasu liczy rezerwat przy Pałacu Radziwiłłów i rezerwat Wąwóz Szaniawskiego ok. 14 ha i 34 ha otuliny lasu.
Na terenie wsi zlokalizowane są przystanie żeglarskie, oddział Instytutu Hodowli i Aklimatyzacji Roślin, pałac Radziwiłłów w stylu renesansu francuskiego oraz park krajobrazowy powstały ok. 1900 roku. Przez miejscowość wytyczona jest ścieżka rowerowa oraz trakt spacerowy z Zegrza do Serocka. Okolica stwarza możliwości uprawiania sportów wodnych, turystyki, wędkarstwa i żeglarstwa. 
Nazwa Jadwisin pochodzi od imienia Księżnej Jadwigi Radziwiłłowej z Rodu Krasińskich, która ziemie te dostała w spadku po ojcu z części dóbr Zegrze.
W latach 1975–1998 miejscowość należała administracyjnie do województwa warszawskiego.

## Ważniejsze miejsca i zabytki

### Pałac w Jadwisinie

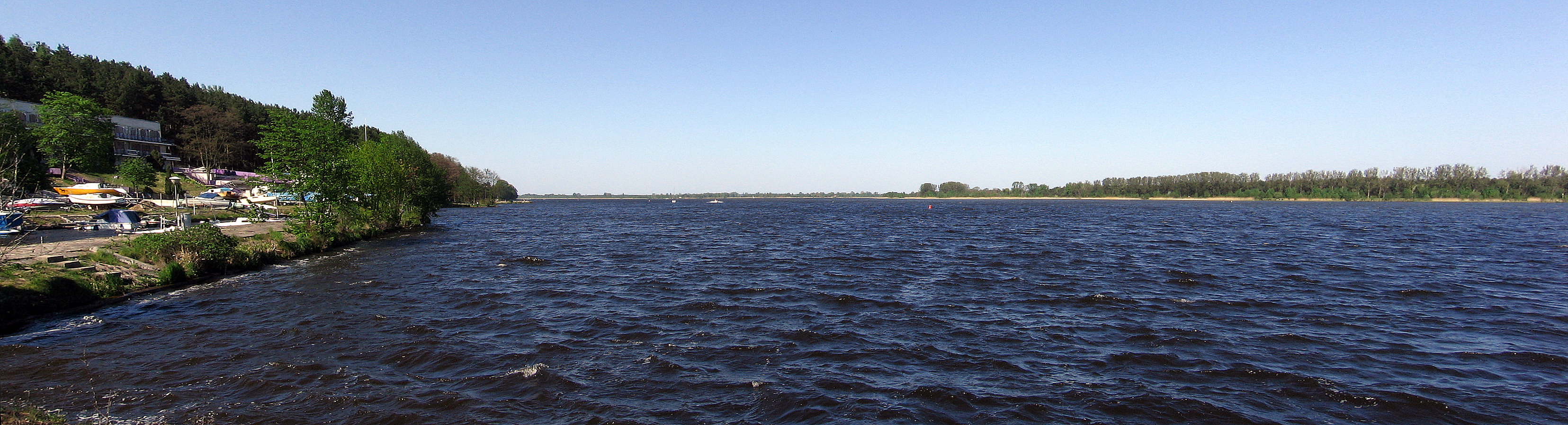
Widok na Zalew Zegrzyński w Jadwisinie

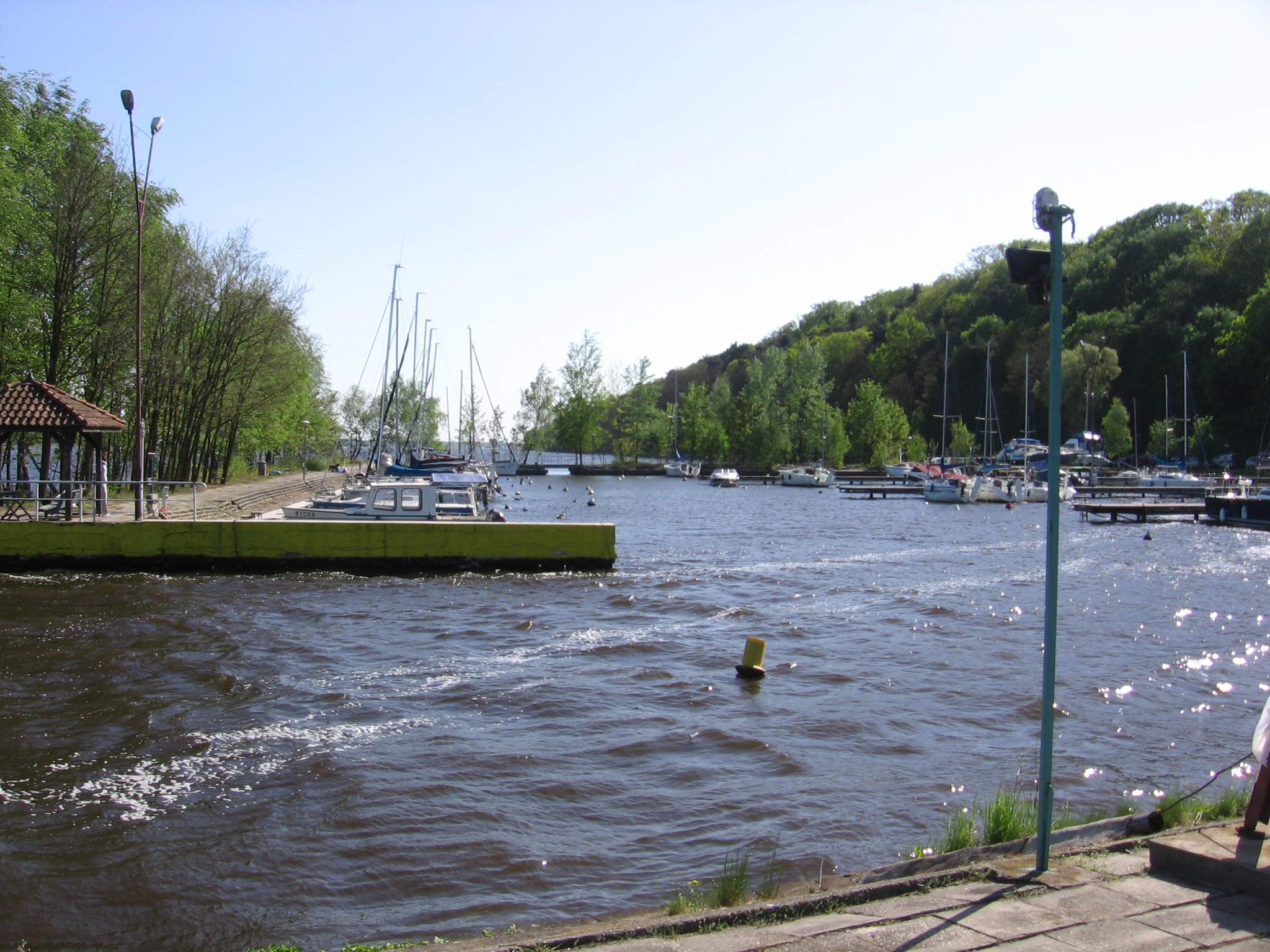
Marina nad Zalewem w Jadwisinie

Zespół pałacowo-parkowy w Jadwisinie pochodzi z końca XIX wieku, otoczony jest 100 ha parkiem (rezerwatem przyrody). Stanowi on pozostałość puszczy serockiej. Został odtworzony z zachowaniem części o charakterze barokowym oraz angielskim.
Pałac powstał na nieregularnym planie. Posiada kilka niesymetrycznie skomponowanych brył oraz ryzality zakończone trójkątnymi szczytami. Jest on w części: parterowy i piętrowy oraz posiada mieszkalne poddasze. Pałac charakteryzuje się podmurówką z polnych kamieni, tynkowanymi narożnikami oraz białymi obramowaniami okiennymi. Na części ścian występują czerwone ceramiczne płytki. Pokryty jest blaszanym mansardowym dachem, w który wkomponowane zostały drewniane lukarny. W części frontowej ulokowana została dwukondygnacyjna, kwadratowa wieża.
Neoklasycystyczny pałac zbudowano w latach 1896–1898 dla Radziwiłłów, Macieja i Jadwigi z Krasińskich. Książę Maciej pochodził z linii Radziwiłłów, tytułujących się hrabiami na Szydłowcu i Połoneczce. Zegrze pod Warszawą zyskał dzięki posagowi żony.
Projekt pałacu Radziwiłłów wykonał francuski architekt Franciszek Arveuf. Rezydencji został nadany styl nawiązujący do architektury francuskiej epoki renesansu.
Najpierw Radziwiłłowie zamieszkali w Zegrzu jednak po sprzedaniu części terenu dworskiego, który przeznaczono na budowę fortecy, przenieśli się do Jadwisina. Do wybuchu II wojny światowej pałac stanowił ich rezydencję. Podczas wojny na terenie parku byli tymczasowo grzebani żołnierze obu walczących stron. Po wojnie przeszedł w ręce Ministerstwa Oświaty. Ok. 1960 roku zlokalizowano w pałacu strzeżony ośrodek wypoczynkowy Urzędu Rady Ministrów. Obiekt był kilkakrotnie przebudowywany.
Obecnie (2009) w pałacu znajduje się Ośrodek Szkoleniowo-Wypoczynkowy Kancelarii Prezesa Rady Ministrów. Można organizować w nim konferencje oraz szkolenia. Jest on także udostępniony - z pewnymi ograniczeniami - turystom jako baza noclegowa. Aktualnie zabytek niszczeje (2015). Nazwa pałacu została potem oficjalnie zmieniona z "Pałacu Radziwiłłów" na "Pałac Jadwisin".
O zwrot pałacu w 2007 wystąpił syn ostatnich właścicieli - Albert Hieronim Radziwiłł.

### Ruiny Dworku Szaniawskiego w Zegrzynku
Nad Zalewem Zegrzyńskim, w Zegrzynku, znajdują się ruiny dworku i zabudowań gospodarczych rodziny Szaniawskich. Dworek wzniesiony w 1838 roku, został zakupiony przez rodzinę Szaniawskich w II połowie XIX wieku. Tworzył w nim dramatopisarz i prozaik – Jerzy Szaniawski. Dworek spłonął 16 września 1977 roku. Po pożarze zostały schody, ruiny zabudowań gospodarczych oraz pozostałości bramy wjazdowej. Ruiny otoczone są starodrzewem parkowym. W dworku powstały dzieła Szaniawskiego m.in. Papierowy kochanek (1920), Żeglarz (1925), Adwokat i róże (1929), za który otrzymał Państwową Nagrodę Literacką i Most (1933).

### Rezerwat przyrodyWąwóz Szaniawskiego
Powierzchnia rezerwatu to 11,5 ha lasu z utrwalonym przez roślinność wąwozem erozyjnym, z porastającym cały teren lasem grądowym oraz fragmentem zdziczałego parku. Chroni pozostałości parku podworskiego o charakterze naturalnym, zalesioną skarpę – krawędź wysoczyzny nad Narwią oraz wąwóz erozyjny, utworzony w wyniku rozmycia skarpy. Jest zabytkiem kultury narodowej, bowiem w dworku (spalonym w 1977 roku) mieszkał i tworzył dramaturg Jerzy Szaniawski (pamiątkowa tablica). Szlak 11, wąwozem wiedzie brukowana droga do domu wyp. PTTK w Zegrzynku (Obecnie Klub Zeglarski MILA). Walory wąwozu podnosi obecność ruin dworku Jerzego Szaniawskiego otoczonego resztkami drzewostanu parkowego. Droga dnem wąwozu prowadzi do przystani wodnej.

### Figura św. Stanisława Kostki
Figura świętego Stanisława Kostki znajdująca się w Jadwisinie jest dziełem rzeźbiarza Ludwika Kauffmana tworzącego w I poł. XIX wieku. Święty Stanisław trzyma na rękach Dzieciątko Jezus. Inskrypcja na cokole brzmi: Pius IX Papież wszystkim wiernym odpustu dni 500 za pobożne odmówienie 3 Ojcze Nasz, 15 Zdrowaś Marya przy tej figurze, zaś odpustu zupełnego spowiadającym się i komunikującym u św. Stanisława Kostki w dniu udzielił roku Pańskiego 1850. (J.S.)

### Klub Żeglarski Mateusza Kusznierewicza MILA (dawniej stanica wodna PTTK Zegrzynek)
Obecnie (2014) obiekt po remoncie, dawniej znany z restauracji. Kuchnię docenił premier Józef Cyrankiewicz. Pejzaże starorzecza Narwi, widoczne niegdyś z ośrodka w Zegrzynku, oglądać możemy obecnie tylko w filmach - m.in. Lotnej Andrzeja Wajdy. Na terenie przystani Zegrzynek zostały nakręcone filmy: Lotna reż. Andrzeja Wajdy oraz serial Zostać miss. Natomiast w Ośrodku Panorama (w remoncie, stan na maj 2009) film Gulczas, a jak myślisz... reż. J. Gruzy. Obecnie w Pałacu Radziwiłłów Telewizja Polska kręciła sceny do serialu Londyńczycy oraz Czas Honoru. W Klubie Kusznierewicza TVN kręcił bardzo piękne ujęcia do serialu "Aż po sufit".
Państwo Szaniawscy prowadzili tam elegancki ośrodek wypoczynku letniego dla śmietanki towarzyskiej. W dawnym PTTK Zegrzynek Mateusz Kusznierewicz powołał Akademię Żeglarską Mila Klub.

### Pozostałe obiekty

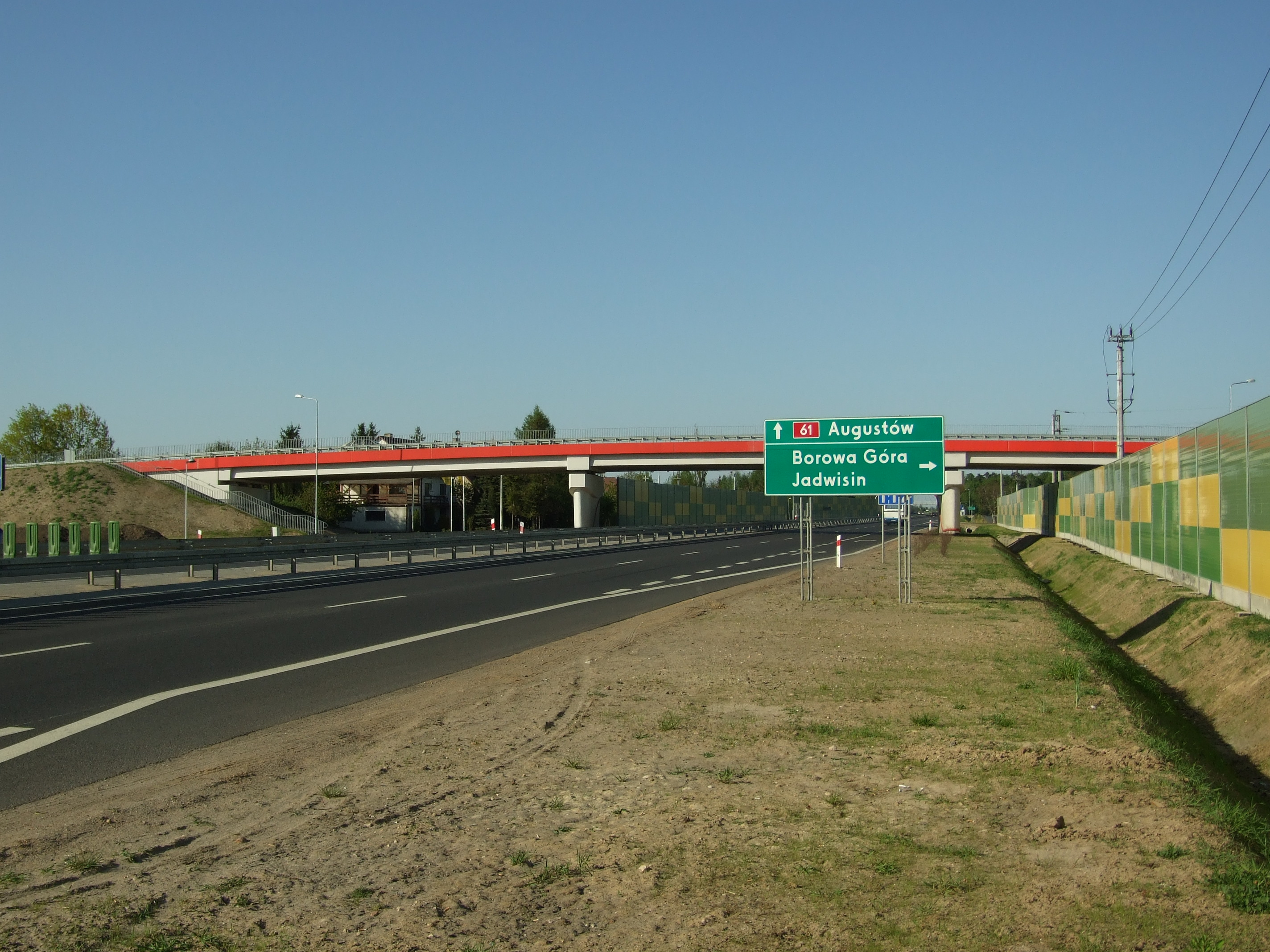
Zjazd z DK 61 do Jadwisina

Jadwisin jest także siedzibą oddziału naukowego Instytutu Hodowli i Aklimatyzacji Roślin. Zespół Oddziału współpracuje m.in. z rolnikami i instytucjami z branży ziemniaczanej. Jadwisin jest też siedzibą Stowarzyszenia Polski Ziemniak. 
W Jadwisinie znajdują się również liczne pamiątki po taborze cygańskim, który był chlubą wsi w XIX wieku.
Znajduje się tu Szkoła Podstawowa z kilkoma boiskami i Biblioteka Publiczna na Osiedlu naukowców Instytutu Hodowli i Aklimatyzacji Roślin.
W Jadwisinie znajdują się 2 restauracje z zapleczem noclegowo-konferencyjnym: restauracja i grill w klubie Mila oraz restauracja w Ośrodku Geovita.

### Kluby Żeglarskie
Na terenie miejscowości znajdują się 3 przystanie i porty jachtowe:
Środowiskowy Klub Żeglarski "Dolomit" Port w Jadwisinie obok PGNiG Geovita
Yacht Klub Polski w Jadwisinie koło Pałacu Radziwiłłów
Port Mila Akademia Żeglarska M.Kusznierewicza Zegrzynek - Jadwisin
Przez miejscowość biegnie ścieżka rowerowa łącząca Serock z Jadwisinem, ale nie dochodzi do Zegrza.

## Odkrycia archeologiczne
W latach 70. XX wieku naniesiono teren Jadwisina na mapę obszarów objętych ochroną archeologiczną. Jest to rejon występowania zabytków z epoki brązu i okresu wpływów rzymskich. W latach 90. XX wieku umieszczono go na tzw. Zdjęciu Archeologicznym Polski. W wyniku przeszukiwania stanowisk, archeologowie wydobyli m.in. elementy ceramiki użytkowej, elementy ozdób metalowych, fragmenty monet z okresu rzymskiego (archeologowie datują pochodzenie pozyskanych materiałów na ok. II w.p.n.e. do III w.n.e.). Głębszej penetracji poddano fragment wykopaliska, w którego profilu archeologicznym pojawiły się pozostałości mieszkalnego obiektu namiotowego.